# IRATE
 (septembre 2012).
iRATE est un logiciel libre sous la licence publique générale GNU qui permet de télécharger de la musique libre (Creative Commons, Licence Art Libre) sous format MP3. Il est programmé en java, compilé avec GCJ, et utilise la bibliothèque logicielle java-swt-GTK sous Linux.

## Principe
Le principe est relativement simple : après avoir lancé le logiciel, des morceaux de musiques sont aléatoirement téléchargés. L'utilisateur peut ensuite les évaluer (rate en anglais) et supprimer ceux qui ne vous plaisent pas. S'il n'écoute pas en entier un morceau (qui n'est ainsi pas évalué), le téléchargement s'arrête ; mais il recommence dès qu'il l'écoute à nouveau.
Le site Web précise qu'il y avait début 2005 plus de 40 000 morceaux dans le catalogue.
- Ce qu'iRATE permet de faire : 
  - découvrir, télécharger et écouter la musique ;
  - utilisation des évaluations des autres utilisateurs qui ont les mêmes goûts ;
  - fonctionne comme un site de radio internet, mais emploie moins de bande passante et permet un meilleur contrôle ;
  - n'est le fruit que d'un travail de forçat volontaire.

- Ce qu'iRATE ne permet pas :
  - un fonctionnement comme Napster, Kazaa, Gnutella ou eDonkey;
  - permettez à d'autres d'accéder à n'importe quoi sur votre ordinateur, ou n'importe quelle information que vous envoyez au serveur ;
  - entendre la même musique que vous entendez sur la radio ou à la télévision ;
  - d'avoir des spyware, des virus, des publicités ou d'autres dispositifs peu amicaux ;
  - vous coûter de l'argent.

Les morceaux de musiques téléchargés sont tous libres, il ne s'agit donc pas d'une musique piratée. Cela permet à des auteurs de se faire connaître via internet, et de diffuser une partie de leurs œuvres. Il s'agit donc également d'un moyen de lutter et de contrer le piratage en trouvant de la musique gratuite, et pourquoi pas, si le morceau plait, de faire une recherche sur l'auteur et d'acheter le CD.